# برین ویلیامز
برین ویلیامز (انگلیسی: Bryan Williams؛ زادهٔ ۴ اکتبر ۱۹۲۷) بازیکن فوتبال اهل انگلستان بود که در باشگاه فوتبال لیورپول در لیگ فوتبال در خط میانی بازی می‌کرد. او در لیورپول به‌دنیا آمد. در سال ۱۹۴۹ با لیورپول قرارداد امضا کرد ولی قبل از آن در لیورپول بود. تا اینکه در ۱۹۵۳ به باشگاه فوتبال کرو آلکساندرا رفت.